# Phaloria
Phaloria är ett släkte av insekter. Phaloria ingår i familjen syrsor.

## Dottertaxa tillPhaloria, i alfabetisk ordning[1]
- Phaloria africana
- Phaloria aleximia
- Phaloria amplipennis
- Phaloria anapina
- Phaloria aperta
- Phaloria aphana
- Phaloria aspersa
- Phaloria beybienkoi
- Phaloria browni
- Phaloria chopardi
- Phaloria curta
- Phaloria dahli
- Phaloria eugeris
- Phaloria eximia
- Phaloria faponensis
- Phaloria galoa
- Phaloria gilva
- Phaloria gracilis
- Phaloria harzi
- Phaloria heterotrypoides
- Phaloria hobbyi
- Phaloria ikonnikovi
- Phaloria insularis
- Phaloria inventa
- Phaloria karnyello
- Phaloria kotoshoensis
- Phaloria longipes
- Phaloria manokwari
- Phaloria mimula
- Phaloria modulator
- Phaloria nigricollis
- Phaloria offensa
- Phaloria ostensa
- Phaloria pacifica
- Phaloria pararava
- Phaloria parasimilis
- Phaloria pareximia
- Phaloria parva
- Phaloria pentecotensis
- Phaloria popovi
- Phaloria pulchra
- Phaloria quasispuria
- Phaloria rava
- Phaloria rennell
- Phaloria similis
- Phaloria simillima
- Phaloria solita
- Phaloria solomonica
- Phaloria succinea
- Phaloria supiori
- Phaloria testacea
- Phaloria tripartita
- Phaloria unicolor
- Phaloria walterlinii
- Phaloria verecunda
- Phaloria vulgata